# Notas sobre James Mill

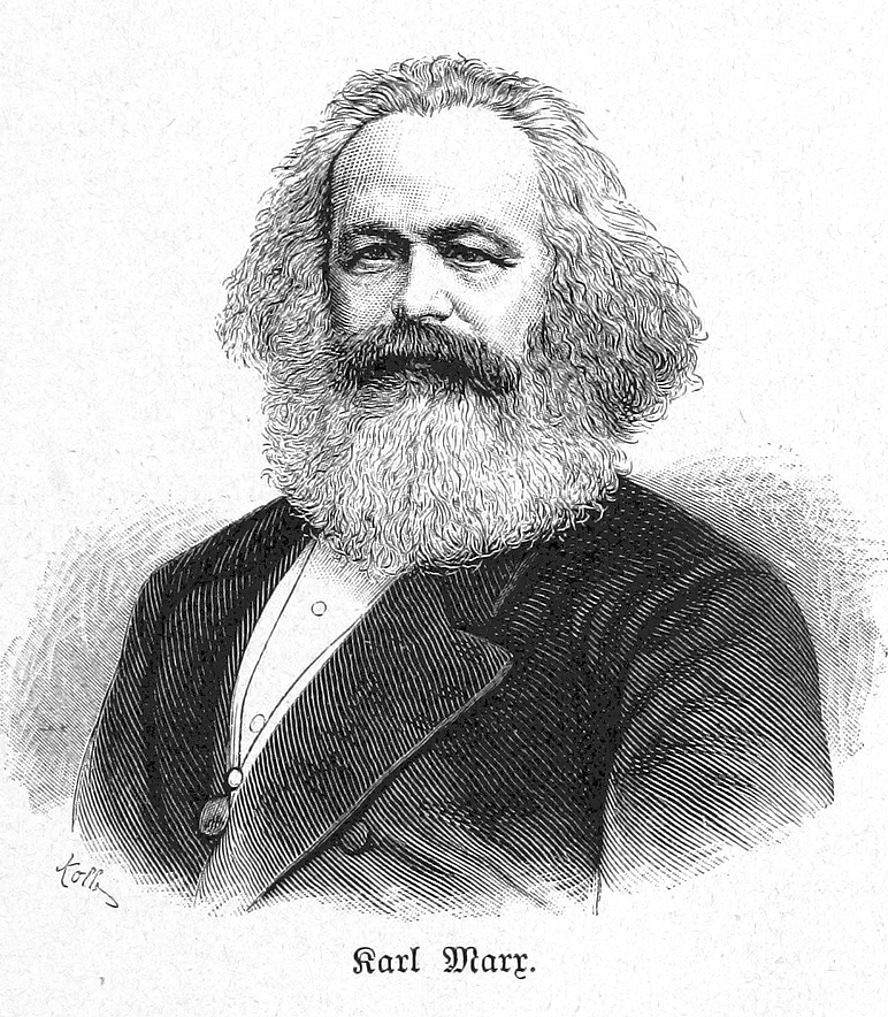
Karl Marx

"Notas sobre James Mill" es una obra escrito por Karl Marx en 1844, originalmente parte de los llamados "Cuadernos de París". En él, Marx critica partes de los Elementos de la economía política de James Mill. Forma la base de lo que luego se convertiría en sus Manuscritos económicos y filosóficos de 1844. 
Las "Notas sobre James Mill" son particularmente importantes para el desarrollo del proyecto general de Marx porque permiten comprender mejor el concepto de trabajo no alienado. Aquí, el trabajo no alienado se describe de tal manera que el disfrute inmediato de la producción de una persona se considera una evidencia de sus poderes. Sin embargo, también se describe como satisfacer las necesidades de los demás. Esto confirma los aspectos productivos y sociales de una persona en la teoría de Marx de la naturaleza humana. 